# Stenodynerus australis
Stenodynerus australis är en stekelart som först beskrevs av Roberts 1901.  Stenodynerus australis ingår i släktet smalgetingar, och familjen Eumenidae. Inga underarter finns listade i Catalogue of Life.